# Гельсінські угоди

Табори-протиборці часів Холодної війни

 Про медичні принципи див. Гельсінська декларація
Заключний акт Наради з безпеки і співробітництва в Європі (англ. Final Act of the Conference on Security and Cooperation in Europe), також відомий як Гельсинський заключний акт (англ. Helsinki Final Act, фін. Helsingin päätösasiakirja), Гельсінські угоди (англ. Helsinki Accords) або Гельсинська декларація (англ. Helsinki Declaration) — документ, підписаний главами 35 держав у столиці Фінляндії Гельсінкі 30 липня — 1 серпня 1975.

## Заключний акт
Міждержавні домовленості, згруповані в кілька розділів:
- В міжнародно-правовій сфері: закріплення політичних і територіальних підсумків Другої світової війни, виклад принципів взаємовідносин між державами-учасниками, в тому числі принципу непорушності кордонів; територіальна цілісність держав; невтручання у внутрішні справи іноземних держав;
- У військово-політичній сфері: узгодження заходів зміцнення довіри у військовій області (попередні повідомлення про військові навчання і великі пересування військ, присутність спостерігачів на військових навчаннях); мирне врегулювання суперечок;
- В економічній сфері: узгодження основних сфер співробітництва в галузі економіки, науки і техніки та захисту навколишнього середовища;
- В гуманітарній сфері: узгодження зобов'язань з питань прав людини і основних свобод, в тому числі свободи пересування, контактів, інформації, культури та освіти, право на працю, право на освіту і медичне обслуговування.

## Підписанти
За французьким алфавітом:
- ФРН
- НДР
- Австрія
- Бельгія
- Народна Республіка Болгарія
- Канада
- Кіпр
- Данія
- Іспанія
- США
- Фінляндія
- Франція
- Велика Британія
- Греція
- Угорська Народна Республіка
- Ірландія
- Ісландія
- Італія
- Ліхтенштейн
- Люксембург
- Мальта
- Монако
- Норвегія
- Нідерланди
- Польська Народна Республіка
- Португалія
- Соціалістична Республіка Румунія
- Сан-Марино
- Ватикан
- Швеція
- Швейцарія
- Чехословаччина
- Туреччина
- СРСР
- Соціалістична Федеративна Республіка Югославія